# Los Blancos (Argentina)
Los Blancos es una localidad argentina ubicada en la provincia de Salta, dentro del departamento Rivadavia.

## Ubicación
Se encuentra sobre las vías del Ferrocarril General Belgrano en el km 1.711 de la Ruta Nacional 81 entre las localidades de Capitán Juan Pagé y Coronel Juan Solá.
Existe una ruta que la comunica con la ciudad formoseña de General Mosconi.

## Población
Contaba con 1025 habitantes (Indec, 2001), lo que representa un incremento del 14% frente a los 899 habitantes (Indec, 1991) del censo anterior.

## Sismicidad
La sismicidad del área de Salta es frecuente y de intensidad baja, y un silencio sísmico de terremotos medios a graves cada 40 años